# 瓜里維亞拉
瓜里維亞拉（西班牙語：Guariviara），是巴拿馬的城鎮，位於該國西北部，由恩戈貝-布格雷特區的希龍代區負責管轄，面積569.7平方公里，2010年人口5,096，人口密度每平方公里8.95人。